# Oncidium cycnicolle
Oncidium cycnicolle là một loài thực vật có hoa trong họ Lan. Loài này được Rchb. f. mô tả khoa học đầu tiên năm 1882.